# Хорејшио (Арканзас)
Хорејшио (енгл. Horatio) град је у америчкој савезној држави Арканзас.

## Демографија
По попису из 2010. године број становника је 1.044, што је 47 (4,7%) становника више него 2000. године.
| Група             | 2000.       | 2010.       |
| Белци             | 787 (78,9%) | 664 (63,6%) |
| Афроамериканци    | 27 (2,7%)   | 35 (3,4%)   |
| Азијати           | 2 (0,2%)    | 1 (0,1%)    |
| Хиспаноамериканци | 149 (14,9%) | 298 (28,5%) |
| Укупно            | 997         | 1.044       |